# 赫尔穆特·斯特恩
赫尔穆特·斯特恩（德語：Hellmut Stern，1928年5月21日—2020年3月21日），德国小提琴演奏家，柏林爱乐乐团前首席小提琴家。

## 生平
1928年生于柏林-弗里德瑙的一个犹太人家庭。父亲是一位声乐老师，母亲是一位钢琴家。他目睹了1938年11月发生在德国柏林的水晶之夜事件。为了逃避纳粹的迫害，一家人远赴中国东北地区，在满洲国的哈尔滨等地流亡了近11年。1945年至1946年期间，他在内蒙古扎兰屯中东铁路俱乐部靠演奏音乐生活。1948年，一家人获准在以色列定居。1951年，他在耶路撒冷的大卫王酒店与美国小提琴家艾萨克·斯特恩相遇。在艾萨克·斯特恩的举荐下，他得以进入特拉维夫的以色列爱乐乐团，并成为乐团的次席小提琴家。1950年代，他在美国圣路易斯交响乐团和纽约州罗彻斯特乐团演出。1961年重返故乡柏林。随后，他被卡拉扬任命为柏林爱乐乐团首席小提琴家，直至1994年退休，长达34年之久。
1990年，他促成了柏林爱乐乐团（丹尼尔·巴伦博伊姆任团长）对以色列的首次巡回演出。同年还出版了回忆录《弦裂》。1993年被总统里夏德·馮·魏茨澤克授予联邦十字勋章。
2020年3月21日在柏林逝世，终年91岁。

## 中文译本
- 赫尔穆特·斯特恩. . 由李士勋翻译. 人民文学出版社. 2003年4月. ISBN 9787020041107.